# عين بابوش
عين بابوش أو عين ببوش بلدية بولاية أم البواقي.